# Triadocidaris
Triadocidaris is een geslacht van uitgestorven zee-egels, en het typegeslacht van de familie Triadocidaridae.

## Soorten
- Triadocidaris coronensis Jekelius, 1932 †
- Triadocidaris lungauensis Tollmann, 1969 †